# 5647 Sarojininaidu
5647 Sarojininaidu è un asteroide della fascia principale. Scoperto nel 1990, presenta un'orbita caratterizzata da un semiasse maggiore pari a 2,4240124 au e da un'eccentricità di 0,2696809, inclinata di 21,91346° rispetto all'eclittica.
L'asteroide è dedicato alla poetessa indiana Sarojini Naidu.